# Altmarks voetbalkampioenschap 1925/26
In 1925/26 werd het  tiende Altmarks voetbalkampioenschap gespeeld, dat georganiseerd werd door de Midden-Duitse voetbalbond. 
Hertha Wittenberge werd kampioen en plaatste zich voor de Midden-Duitse eindronde. De club versloeg VfB 07 Klötze en verloor dan van FC Viktoria 1903 Zerbst. 
Viktoria Stendal mocht naar een aparte eindronde voor vicekampioenen, waarvan de winnaar nog kans maakte op de nationale eindronde. De club verloor meteen van FC 1909 Salzwedel. 

## Gauliga
| Plaats | Club                        | Wed. | W  | G | V  | Saldo | Ptn.  |
| ------ | --------------------------- | ---- | -- | - | -- | ----- | ----- |
| 1.     | SC Herta Wittenberge        | 16   | 15 | 0 | 1  | 94:22 | 30:2  |
| 2.     | FC Viktoria 1909 Stendal    | 16   | 13 | 0 | 3  | 74:19 | 26:6  |
| 3.     | FC Saxonia 1907 Tangermünde | 16   | 10 | 1 | 5  | 69:37 | 21:11 |
| 4.     | SV 1888 Wittenberge         | 16   | 10 | 0 | 6  | 45:38 | 20:12 |
| 5.     | SuS Stendal                 | 16   | 9  | 0 | 7  | 46:64 | 18:14 |
| 6.     | VfL Gardelegen              | 16   | 5  | 2 | 9  | 36:54 | 12:20 |
| 7.     | FC Siegfried Wahrburg       | 16   | 4  | 2 | 10 | 25:61 | 10:22 |
| 8.     | FC Minerva 1909 Wittenberge | 16   | 2  | 0 | 14 | 41:63 | 4:28  |
| 9.     | SV Germania Tangerhütte     | 16   | 1  | 1 | 14 | 16:88 | 3:29  |

|  | Kampioen, geplaatst voor Midden-Duitse eindronde |
|  | Geplaatst voor eindronde vicekampioenen          |
|  | Degradatie                                       |